# I Liceum Ogólnokształcące im. Mikołaja Kopernika w Lubinie
I Liceum Ogólnokształcące im. Mikołaja Kopernika w Lubinie – najstarsze liceum ogólnokształcące w Lubinie, założone w 1948 roku. Znajduje się ono w centrum miasta, przy ulicy Mikołaja Kopernika 7.

## Historia
Liceum utworzono 1 września 1948 roku ramach 11-letniej Szkoły Ogólnokształcącej stopnia Podstawowego i Licealnego. Dyrektorem został Jan Początek. Pierwszy egzamin maturalny odbył się w roku 1951. W roku 1963 powstało również Liceum Ogólnokształcące dla Pracujących.
W roku szkolnym 1964/65 dyrektor J. Początek przebywał na urlopie zdrowotnym, obowiązki dyrektora przejął jego dotychczasowy zastępca – Zbigniew Heksel. Nowym zastępcą mianowano Zofię Pieńkowską, nauczycielkę biologii. W kolejnym roku szkolnym Początek powrócił z urlopu, natomiast Heksel zrezygnował z funkcji wicedyrektora, którą objęła Pieńkowska.
23 grudnia 1965 roku zmarł Jan Początek. W pierwszy dzień świąt jego trumna wystawiona była przed szkołą, gdzie w imieniu całej społeczności szkolnej został pożegnany przez wicedyrektor Pieńkowską. Po feriach ogłoszono w szkole żałobę. Pieńkowska przejęła obowiązki dyrektora.
Z dniem 1 czerwca 1966 roku Zofia Pieńkowska została dyrektorem liceum, a na stanowisko wicedyrektora powołany został Zdzisław Seredyński.  W tym roku przeprowadzono gruntowny remont placówki, m.in. wyposażając ją w pomoce naukowe i odnawiając aulę. W część prac, ze względu na brak środków, zaangażowali się uczniowie, rodzice i nauczyciele. 
W roku szkolnym 1966/67 zawiązał się społeczny komitet, którego celem było powstanie sali gimnastycznej. Dotychczas lekcje wychowania fizycznego odbywały się na auli. Budowa trwała pięć lat, podjęło się jej Przedsiębiorstwo Budowlane w Górze. Oficjalne oddanie sali do użytku miało miejsce podczas uroczystości 25-lecia liceum, przecięcia wstęgi dokonał Józef Nowak, ówczesny I Sekretarz KP PZPR. 
7 lutego 1968 roku Kuratorium Okręgu Szkolnego we Wrocławiu zatwierdził wniosek o nadaniu szkole imienia Mikołaja Kopernika, chociaż pojawiły się takie propozycje jak Stefan Żeromski czy Hanka Sawicka. 
Projektem sztandaru zajęło się grono pedagogiczne. Powstawał on  około dwa miesiące w jednej z pracowni hafciarskich w Poznaniu. Pierwszy poczet sztandarowy tworzyli uczniowie: Danuta Kołkowska, Czesław Klemaszewski i Barbara Walasiuk.
4 maja 1968 roku w sali widowiskowej KGHM Polska Miedź odbyła się uroczystość z okazji 20-lecia istnienia placówki. Wtedy też szkoła, jako pierwsza w mieście, zyskała oficjalnie sztandar i patrona. Później nastąpił przemarsz ulicami Lubinia. W budynku liceum, w obecności gości, Jan Małek, przewodniczący Powiatowej Rady Narodowej, odsłonił pamiątkową tablicę. 
W 1968 roku założono kronikę szkolną, początkowo prowadziła ją Jadwiga Początek - bibliotekarka. 
W 1975 roku ukończono dobudowę pionu od strony podwórza, gdzie urządzono m.in. najnowocześniejsze w województwie laboratorium językowe, którego wyposażenie zakupił Tadeusz Zastawnik, dyrektor KGHM.   
W roku szkolnym 1979/80 liceum stało się jedną ze szkół stowarzyszonych UNESCO.   

## Osiągnięcia szkoły

### Rankingi
W ostatnich latach I Liceum Ogólnokształcące im. Mikołaja Kopernika w Lubinie w Rankingu Liceów „Perspektyw” uzyskało następujące wyniki:
| Rok  | Miejsce w województwie | Miejsce w Polsce |
| ---- | ---------------------- | ---------------- |
| 2015 | 15.                    | 207.             |
| 2016 | 12.                    | 148.             |
| 2017 | 8.                     | 115.             |
| 2018 | 13.                    | 179.             |
| 2019 | 15.                    | 181.             |
| 2020 | 10.                    | 141.             |
| 2021 | 11.                    | 159.             |
| 2022 | 12.                    | 205.             |
| 2023 | 12.                    | 163.             |

## Dyrektorzy
Funkcję dyrektora I LO pełnili:
- Jan Początek (1948–1965)
- Zofia Pieńkowska (1965–1983)
- Zenon Sołtysiak (1983–1991)
- Barbara Tokarska (1991–2005)
- Józef Marciniszyn (od 2005)

## Absolwenci
Absolwentami I LO w Lubinie są m.in.:
- Anna Adamowicz – poetka
- Andrzej Chyra – aktor
- Renata Dancewicz – aktorka
- Agata Dzikowska – prezenterka telewizyjna, felietonistka
- Marta Grzywacz – prezenterka telewizyjna i radiowa
- Wiesław Kaczmarek – polityk, wieloletni poseł, trzykrotny minister
- Andrzej Lisowski – podróżnik, dziennikarz podróżniczy, autor i współprowadzący program Światowiec
- Tadeusz Maćkała – polityk i samorządowiec (m.in. prezydent Lubina), parlamentarzysta trzech kadencji
- Aleksandra Nieśpielak – aktorka
- Adam Opatowicz – dyrektor Teatru Polskiego w Szczecinie, aktor, reżyser
- Ewa Sonnenberg – poetka
- Madox – piosenkarz i model